# Hans Koch (Politiker, 1927)

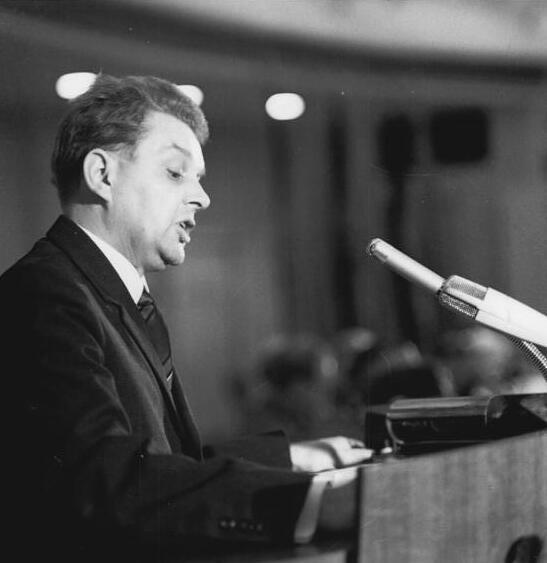
Hans Koch (1966)

Hans Koch (* 17. Mai 1927 in Liebschwitz; † 18. Juni 1986 in Ost-Berlin) war ein deutscher Kulturwissenschaftler sowie Partei- und Kulturfunktionär der SED, der in seinen Funktionen maßgeblich an der Gestaltung und Durchsetzung der Kulturpolitik und der damit verbundenen Zensur in der DDR beteiligt war. Er galt als ein Hardliner.

## Leben
Hans Koch machte 1944 ein Notabitur und arbeitete danach als Dreher. 1945/1946 trat er der KPD/SED und 1946 der FDJ bei. 1946–1950 war er Sekretär der FDJ-Kreisleitung Gera bzw. Sekretär für Kultur und Erziehung der FDJ-Landesleitung Thüringen. 1950 absolvierte er einen Lehrgang der Parteihochschule und war 1951–1956 Aspirant des Institutes für Gesellschaftswissenschaften beim Zentralkomitee der SED (IfG). 1956 promovierte er zum Dr. phil. mit einer Dissertation über Franz Mehring, 1961 folgte die Habilitation mit einer Arbeit über Marxismus und Ästhetik. Bis 1963 war er Dozent für marxistische Kultur- und Kunstwissenschaft am IfG.
Seit 1963 war Koch Abgeordneter der Volkskammer, ab 1971 im Ausschuss für Kultur. Zugleich war er im Vorstand des Schriftstellerverbandes der DDR tätig, von 1966 bis 1969 wissenschaftlicher Mitarbeiter des Kulturministers Klaus Gysi, ab 1977 Direktor des Institutes für Kultur- und Kunstwissenschaft der Akademie für Gesellschaftswissenschaft und 1982 Mitglied des Präsidiums des Kulturbundes.

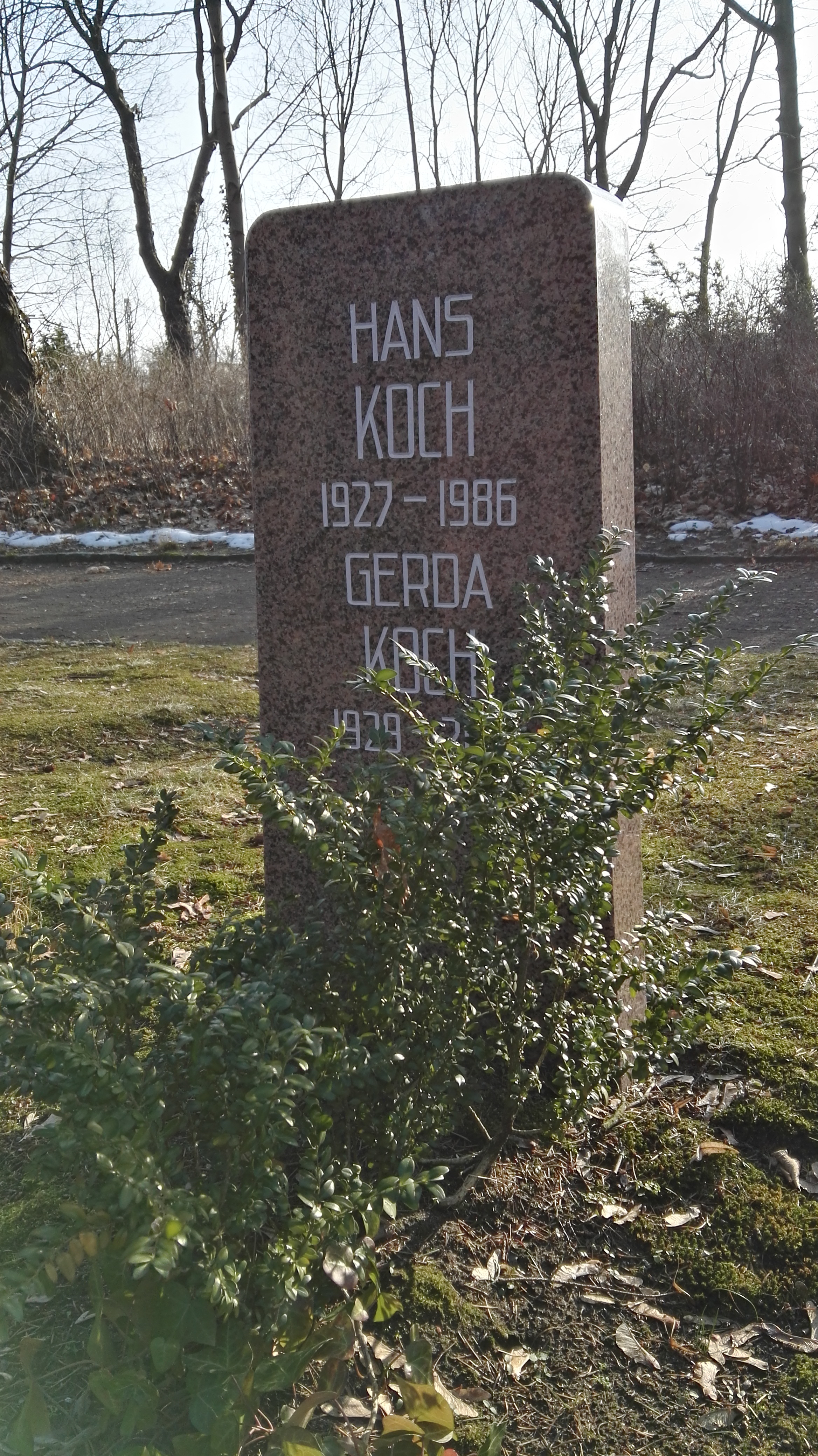
Grabstätte

Koch wurde 1976 Kandidat und 1981 Mitglied des Zentralkomitees der SED und im Mai 1986 Mitglied der Kulturkommission beim Politbüro des ZK der SED. 
Am 17. Juni 1986 verließ Koch eine Leitungssitzung seines Instituts und beging im Berliner Stadtwald Suizid. Zuvor hatte ein Mitarbeiter von Koch einen Vortrag über das Freizeitverhalten der DDR-Bürger gehalten. Koch und der Referent gerieten in arge Bedrängnis. Danach bekam Koch Depressionen. Nach Auffindung der Leiche am 10. November 1986 meldete das Neue Deutschland acht Tage später seinen Tod.
Hans Koch ist in der Grabanlage „Pergolenweg“ des Zentralfriedhofs Friedrichsfelde in Berlin-Lichtenberg beigesetzt.

## Auszeichnungen
- 1960: Lessing-Preis der DDR
- 1965 und 1971: Vaterländischer Verdienstorden
- 1974: Nationalpreis der DDR
- 1982: Banner der Arbeit

## Schriften
- Franz Mehrings Beitrag zur marxistischen Literaturtheorie. Dietz Verlag, Berlin 1959.
- Theoretische Probleme der sozialistischen Kulturrevolution. Berlin 1959.
- Georg Lukács und der Revisionismus. Eine Sammlung von Aufsätzen. Herausgegeben von Hans Koch. Aufbau Verlag, Berlin 1960.
- Unsere Literaturgesellschaft. Berlin 1965.
- Kulturfortschritt im Sozialismus. Berlin 1988.